# Internationaal Gerechtshof
Het Internationaal Gerechtshof (ook wel Internationaal Hof van Justitie genoemd; Frans: Cour internationale de justice; Engels: International Court of Justice, ICJ) is het belangrijkste gerechtelijke orgaan binnen de Verenigde Naties. Het houdt zich bezig met rechtsgeschillen tussen staten. Het ICJ bestaat uit 15 rechters die worden gekozen door de Algemene Vergadering en de Veiligheidsraad. Het Hof behandelt een geschil op verzoek van een of meer staten, voor zover de betrokken staten zijn jurisdictie in de betreffende zaak hebben geaccepteerd. De uitspraken zijn op grond van artikel 94 van het Handvest van de Verenigde Naties bindend voor iedere staat die partij is in de zaak. Het Hof geeft op verzoek van bepaalde internationale organisaties ook niet-bindende opinies over rechtszaken. In tegenstelling tot het Internationaal Strafhof (ICC) behandelt het ICJ geen zaken over individuele personen.
Het Internationaal Gerechtshof is gevestigd in Den Haag in het Vredespaleis. Naast het Internationaal Gerechtshof zijn in Den Haag nog enkele internationale hoven gevestigd: het Internationaal Strafhof, het Joegoslavië-tribunaal, het Iran-VS Claims Tribunaal en het Permanent Hof van Arbitrage.

## Geschiedenis
Het Permanent Hof van Internationale Justitie werd in 1922 geïnstalleerd en stopte in 1940 met zijn activiteiten. In 1945 werd deze instelling ontbonden. Het Internationaal Gerechtshof, dat in 1945 werd opgericht door de Verenigde Naties, kwam ervoor in de plaats.
Het hof werd opgericht door middel van Resolutie 9 van de Veiligheidsraad. In Resolutie 11 en Resolutie 58 werden verder de voorwaarden gesteld aan Zwitserland en werd besloten dat ook Zwitserland als niet VN-lid partij werd van het Hof.

## Rechtsbereik
Het Internationaal Gerechtshof spreekt uitsluitend recht in juridische geschillen tussen staten. Ook geeft het op verzoek adviezen aan de Algemene Vergadering en de Veiligheidsraad. Daarnaast kunnen internationale organisaties die aan de VN gelieerd zijn ook juridisch advies aanvragen op het gebied waarop zij opereren.
In de praktijk is het niet altijd eenvoudig te definiëren wanneer een geschil een rechtsgeschil is, en wanneer het een politiek geschil of een belangengeschil is. Over het algemeen gaat men ervan uit dat bij een rechtsgeschil de toepassing van een rechtsregel in het geding is. Dat heeft als gevolg dat het Internationaal Gerechtshof alleen bevoegd is bij conflicten tussen staten als de toepassing van een rechtsregel bij het conflict een rol speelt.

## Erkenning door staten
De aanvaarding van de rechtsmacht van het Internationaal Gerechtshof kan op verschillende wijze plaatsvinden:
1. Op grond van artikel 36 lid 2 van het Statuut van het Internationaal Gerechtshof kan een staat verklaren zich aan het Internationaal Gerechtshof te onderwerpen, in het geval zich een geschil voordoet met een andere staat, die eenzelfde verklaring heeft afgelegd. Zo'n verklaring wordt genoemd een Declaration Recognizing the Jurisdiction of the Court as Compulsory. Nederland legde deze verklaring af in 1956.[3]
2. Staten nemen in een verdrag een zogeheten compromissoire clausule op waarin zij zich verplichten geschillen die opkomen in verband met het verdrag voor te zullen leggen aan het Internationaal Gerechtshof.
3. Staten sluiten een compromis waarbij zij besluiten een reeds gerezen geschil voor te leggen aan het Internationaal Gerechtshof.
4. Wanneer een gedaagde staat voor het Hof verschijnt en geen verweer voert met betrekking tot de bevoegdheid, maar wel op de hoofdzaak, mag worden afgeleid dat de rechtsmacht van het Hof wordt erkend. Dit heet forum prorogatum.

## Werkwijze
De samenstelling en de werkwijze van het Internationaal Gerechtshof zijn geregeld in het Statuut van het Internationaal Gerechtshof, dat onderdeel is van het Handvest van de Verenigde Naties.
Het hof kent twee officiële talen: Engels en Frans. Voor de vertalingen wordt gezorgd door een permanente staf van beëdigd vertalers, en wanneer er veel werk is wordt de hulp van tijdelijke krachten ingeroepen. De staf van het gerechtshof is internationaal. Veel van de werknemers zijn van geboorte Engels- of Franstalig.

## Rechters
De 15 rechters van het gerechtshof zijn altijd van 15 verschillende nationaliteiten. De vijftien rechters worden benoemd voor een periode van 9 jaar; elke 3 jaar worden 5 nieuwe rechters benoemd. De president en vicepresident worden voor een periode van drie jaar benoemd.
Tot nu toe hebben de vijf permanente leden van de Veiligheidsraad altijd een rechter gehad, behalve de Volksrepubliek China tot 1971; wel leverde Taiwan (Republiek China) een groot deel van deze jaren tweemaal een rechter. België en Nederland leverden tot nu toe elk een rechter. Uit België was dat Charles De Visscher van 1946 tot 1952 en uit Nederland was dat Pieter Kooijmans van 1997 tot 2006.

## Griffier
Een belangrijke functie bij het Internationaal Gerechtshof is die van de Griffier (Registrar). Sinds mei 2019 wordt deze functie vervuld door Philippe Gautier uit België, voorheen onder meer griffier van het Internationaal Zeerechttribunaal (ITLOS). In februari 2020 werd Jean-Pelé Fomété uit Kameroen herkozen als zijn plaatsvervanger.

## Eigen postzegels
Sinds 1934 geeft het Gerechtshof eigen postzegels uit, die worden gebruikt voor de correspondentie van het Hof. Oorspronkelijk waren dat Nederlandse postzegels met een opdruk ‘Cour permanente de justice internationale’, later ‘Cour internationale de justice’. Vanaf 1950 geeft het Hof zegels uit met een eigen ontwerp, vaak met een afbeelding van het Vredespaleis. De zegels staan in de NVPH-catalogus vermeld onder de rubriek ‘Dienstzegels’.

## Belangwekkende rechtszaken

### Opinie Rechtspersoonlijkheid
In het advies Reparations for injuries case gaf het Hof op een vraag van de Algemene Vergadering van de Verenigde Naties te kennen, dat deze organisatie rechtspersoonlijkheid bezit. Dit wordt sindsdien algemeen aanvaard.

### Nicaragua v. Verenigde Staten (1984)
In 1984 klaagde Nicaragua de Verenigde Staten (VS) aan, hetgeen in 1986 resulteerde in een uitspraak tegen de VS, die werden opgeroepen om te stoppen met en af te zien van onrechtmatig gebruik van geweld tegen Nicaragua door middel van directe aanvallen door Amerikaanse soldaten en door training, financiering en steun aan de Contra's. De VS waren "in overtreding van het verbod geweld te gebruiken tegen een andere staat onder internationaal gewoonterecht" en werden gemaand om herstelbetalingen te doen. Het antwoord van de VS hierop was de afwijzing van de jurisdictie van het hof en de verdere escalatie van de oorlog.

### Opinie Israëlische afscheidingsmuur (2003-2004)
De Algemene Vergadering van de VN verzocht het Hof in 2003 om op basis van het internationaal recht te beoordelen of Israël het recht had de door haar begonnen Afscheidingsmuur grotendeels in bezet Palestijns gebied te bouwen. Het Gerechtshof adviseerde in 2004 dat Israël de bouw van deze muur, beter "barrière", in Palestijns gebied moet staken, het daar al gebouwde deel moet afbreken en gedupeerden moet schadeloos stellen. Het Hof herinnerde nadrukkelijk aan de verplichting van de andere staten om Israël tot het respecteren van het recht te bewegen. De Algemene Vergadering nam het advies integraal over in een resolutie die werd aangenomen met 150 stemmen voor (onder andere van Nederland), zes tegen en tien onthoudingen. Israël heeft dit niet-bindende advies van het ICJ en de niet-bindende resolutie van de VN Algemene vergadering naast zich neergelegd.

### Genocide-zaak Bosnië (-2007)
Op 26 februari 2007 oordeelde het Hof dat Servië geen genocide had gepleegd in Bosnië en Herzegovina. Wel stelde het Hof vast dat er in juli 1995 genocide was gepleegd in Srebrenica en oordeelde het Hof dat Servië zijn verplichtingen onder het Genocideverdrag had geschonden door deze genocide niet te voorkomen en de schuldigen niet te bestraffen.

### Russische inval in Georgië (2008)
Op 1 april 2011 oordeelde het Hof dat het niet bevoegd was om een verzoek van Georgië te behandelen betreffende de internationale verantwoordelijkheid van Rusland voor "acties op en rond het grondgebied van Georgië" in strijd met het Internationaal Verdrag inzake de uitbanning van alle vormen van rassendiscriminatie van 1965 (IVUR/ICERD). De zaak werd met tien tegen zes stemmen in het voordeel van Russische bezwaren afgedaan dat Georgië niet had voldaan aan de procedurele voorwaarde om het geschil eerst onderling proberen te beslechten. Georgië had op 12 augustus 2008, vlak voor een wapenstilstand werd overeengekomen in de Russisch-Georgische Oorlog, de zaak ingediend bij het Hof.

### Onafhankelijkheidsverklaring Kosovo (-2010)
Op 22 juli 2010 oordeelde het Internationaal Gerechtshof dat de eenzijdige onafhankelijkheidsverklaring van Kosovo niet in strijd was met het volkenrecht. De vraag was aan het Hof voorgelegd door de Algemene Vergadering van de Verenigde Naties op verzoek van Servië.

### Bolivia vs. Chili 2013
In april 2013 stapte Bolivia naar het Hof inzake een oud conflict met het buurland Chili. Dat veroverde in 1884 in de Salpeteroorlog de Boliviaanse provincie Litoral, waardoor Bolivia haar uitgang naar de Oceaan verloor. Het Hof vond geen gronden om Chili te verplichten tot onderhandelen, maar deed wel een beroep op beide landen om er samen uit te komen.

### Genocide-zaak Myanmar (2018-)
Namens de islamitische wereld spande Gambia (land) in 2018 een zaak aan tegen het boeddhistische Myanmar, dat sinds 2017 genocide zou plegen op de Rohingyaminderheid van moslims. In 2018 kwam de Birmese leider Aung San Suu Kyi naar Den Haag om in een zitting van het Hof de aanklacht te bestrijden. Door dit te doen, erkende ze impliciet de rechtsmacht ter zake van het IG. Ook gaf ze toe dat in sommige gevallen extreem geweld was gebruikt door de Birmese strijdkrachten, waarbij mogelijk de mensenrechten waren geschonden. Maar ze bestreed een vooropgezet plan om de bevolkingsgroep uit te roeien.
In een tussenvonnis droeg het Hof op 23 januari 2020 Myanmar op, alles te doen om de Rohingyaminderheid te beschermen tegen een mogelijke genocide. Ook moet het land alles doen om te voorkomen, dat de sporen van een eventuele volkenmoord worden uitgewist.

### Verplaatsing ambassade VS naar Jeruzalem (2018-)
Op 28 september 2018 spande de staat Palestina een zaak tegen de VS aan vanwege de beslissing van president Donald Trump om de ambassade te verplaatsen van Tel Aviv naar Jeruzalem. Palestina voerde aan dat dit een schending is van de Weense Conventie Diplomatieke Relaties van 18 april 1961. Volgens die conventie dient de diplomatieke missie van een land te worden gevestigd op het territorium van het land van bestemming. De vestiging in het bezette Oost-Jeruzalem geldt dus als een implicite erkenning hiervan als Israëlisch grondgebied. Trump had dit ook expliciet gedaan.
Palestina vroeg het Hof "te verklaren dat de verplaatsing van de ambassade van de Verenigde Staten in Israël naar de Heilige Stad Jeruzalem in strijd is met de Weense Conventie". Gevraagd werd "de Verenigde Staten van Amerika te bevelen de diplomatieke missie van de Heilige Stad Jeruzalem terug te trekken conform de internationale verplichtingen die voortvloeien uit de Weense Conventie".
De VS verklaarde in een brief van 2 november 2018, dat het geen handelsrelatie met Palestina heeft in de zin van de Weense Conventie en dat het Hof hierin geen bevoegdheid heeft. De VS verzocht de zaak daarom te sluiten. Op 30 november besloot het Hof, dat op 15 mei respectievelijk 15 november 2019 de pleidooien van Palestina en de VS binnen moesten zijn.

### Genocide-zaak Oekraïne versus Rusland (2022-)
Op 26 februari 2022 spande Oekraïne een zaak aan tegen Rusland, waarin het stelde dat de Russische claim dat diens "speciale militaire operatie" in Luhansk en Donetsk werd gestart als reactie op een genocide door Oekraïne op de Russische bevolking aldaar vals was. Oekraïne beschuldigde daarentegen Rusland ervan, een genocide in Oekraïne voor te bereiden en opzettelijk Oekraïense burgers doodde en ernstig verwondde. Het vroeg het ICJ om preventieve maatregelen op te leggen. In 2022 en 2023 vond een schriftelijke behandeling plaats. In september 2023 waren er openbare hoorzittingen. Op 2 februari 2024 verklaarde het Hof zich bevoegd om deze zaak te behandelen. In 2024 werd het proces vervolgd.

### Mensenrechten in Syrië (2023-)
Op 8 juni 2023 maakten Canada en Nederland een zaak tegen Syrië aanhangig met betrekking tot schending van mensenrechten. Syrië werd ervan beschuldigd sinds ten minste 2011 (het begin van de opstand tegen het regime van Assad) demonstraties van burgers gewelddadig te onderdrukken, uitmondend in onder andere marteling en andere gruwelijke behandeling van gevangenen, verdwijningen, seksueel geweld en het gebruik van chemische wapens. Het ICJ werd verzocht preventieve maatregelen op te leggen op grond van het Verdrag tegen marteling. Op 17 december 2024 stelde het Hof de uiterste (verlengde) inzendtermijnen voor de pleidooien van de aanklagers en gedaagde vast op respectievelijk 3 juni 2025 en 5 oktober 2026.

### Opinie Israëlische bezetting (2023-2024)
In december 2022 nam de Algemene Vergadering van de VN Resolutie A/RES/77/247 aan, waarin werd besloten een adviserende opinie te geven over de internationaal-rechtelijke gevolgen van de voortdurende bezetting van de Palestijnse gebieden. De resolutie volgde op een rapport van de UNHRC, waarin werd geconcludeerd dat het permanente karakter van de bezetting, de sluipende annexatie van de Westoever en het onthouden van het recht op zelfbeschikking in strijd is met het internationaal recht. De Secretaris-Generaal zond een verzoek aan het ICJ op 17 januari 2023.
In haar einduitspraak op 19 juli 2024 concludeerde het Gerechtshof dat Israëls politiek en praktijken neerkomen op de annexatie van grote delen van de Palestijnse bezette gebieden en dat Israël de intentie heeft om de bezetting permanent te maken. Het achtte de Israëlische nederzettingen in strijd zijn met het internationaal recht, meer bepaald artikel 49 van de Vierde Geneefse Conventie. Daarnaast was het Hof van oordeel dat het beperkend regime tegenover Palestijnen in de bezette gebieden “systematische discriminatie” vormt, in strijd met, onder meer, het Internationaal verdrag inzake burgerrechten en politieke rechten (artikel 2, lid 1, en artikel 26), en het Internationaal Verdrag inzake economische, sociale en culturele rechten (artikel 2, lid 2), en in strijd met het Internationaal Verdrag inzake de uitbanning van alle vormen van rassendiscriminatie (artikel 2). Het Hof oordeelde dat alle verdere activiteiten betreffende de nederzettingen dienen te worden gestopt en dat alle kolonisten uit Palestina dienen te worden geëvacueerd. Volgens waarnemers zal dit advies het beleid van Israël niet veranderen, maar zal het wellicht "Israël verder isoleren op internationaal vlak".
Op 18 september 2024 steunde ruim twee derde van de Algemene Vergadering Resolutie ES-10/24, die naar aanleiding van de uitspraak opriep tot beëindiging van de illegale bezetting. De VN betreurde in hoge mate het totaal negeren en schenden van het Handvest door Israël en noemde dit een serieuze bedreiging voor de regionale en internationale vrede en veiligheid. De resolutie riep ook op tot een internationale conferentie in de lopende zittingsperiode en een monitoring-mechanisme om Israël's schendingen van het internationale verdrag tegen rassendiscriminatie, zoals vastgesteld door het ICJ. Alle leden werden ook opgeroepen hun verplichtingen na te komen om concrete stappen tegen de bezetting te ondernemen. De resolutie werd gesteund door 124 van de 181 leden, inclusief België. Slechts 14 leden, inclusief Israël en de VS stemden tegen; 43 staten, waaronder Nederland onthielden zich van stemming.

### Genocide-zaak Zuid-Afrika versus Israël (2023-)
Op 29 december 2023 maakte Zuid-Afrika een genocide-zaak tegen Israël aanhangig met betrekking tot de Gazaoorlog van 2023-2024. Zuid-Afrika stelde dat Israël genocide pleegde tegen de Palestijnen in de Gazastrook, in strijd met het Genocideverdrag. Zuid-Afrika verzocht het ICJ om voorlopige maatregelen te bevelen, waaronder de onmiddellijke opschorting van zijn militaire operaties in en tegen Gaza.
Op 26 januari 2024 droeg het Hof in een eerst bindend tussenvonnis Israël op alles te ondernemen ter voorkoming van daden die als genocide kunnen worden beschouwd volgens het Genocideverdrag. In een tweede tussenvonnis op 16 februari besliste het Hof dat het vorige tussenvonnis ook op de situatie in Rafah van toepassing was en er dus geen extra maatregelen nodig waren. Op 28 maart constateerde het ICJ dat inmiddels hongersnood en verhongering zich verbreidden. Het bepaalde dat Israël al het noodzakelijke moet doen om de bevolking van basisvoorraden te laten voorzien en ongehinderd humanitaire hulp moest toelaten.
In zijn vierde vonnis op 24 mei 2024 beval het Hof onder andere dat Israël zijn militaire offensief en ander acties in de provincie Rafah direct moest stopzetten. Vanaf 23 januari 2024 sloten achtereenvolgens Nicaragua, Colombia, Libië, Mexico, Palestina en Spanje zich aan bij de rechtszaak.

### Genocide-zaak Nicaragua versus Duitsland (2024-)
Aansluitend bij de genocide-zaak Zuid-Afrika versus Israël, spande Nicaragua op 1 maart 2024 een zaak aan tegen Duitsland. De hoorzittingen waren op 8 en 9 april. Nicaragua beschuldigde Duitsland van medeplichtigheid aan een door Israël uitgevoerde genocide in Gaza, door wapens te leveren en zijn financiering van de VN-hulporganisatie voor Palestijnse vluchtelingen UNRWA op te schorten. Duitsland is na de VS de grootste leverancier van wapens en andere militaire hulp aan Israël, maar ook de op een na grootste donor van UNRWA. Nicaragua noemde het "aandoenlijk" dat Duitsland humanitaire hulp geeft aan de Palestijnen en tegelijkertijd de militaire uitrusting levert om hen te doden en vernietigen. Nicaragua stelde dat de Bondsrepubliek als ondertekenaar van de internationale conventie tegen genocide geen wapens mag leveren aan Israël terwijl het aannemelijk is dat Israël volkerenmoord pleegt in de Gazastrook. Nicaragua eiste dat middels een voorlopige voorziening onmiddellijk de levering van wapens en militaire uitrusting wordt stopgezet en de hulp aan UNRWA hervat.
Op 30 april oordeelden de rechters in een tussenuitspraak, dat er voor hen nog geen noodzaak was om Duitsland noodmaatregelen op te leggen. Het Hof verwierp echter het verzoek van Duitsland om de zaak geheel te laten vervallen, zodat de procedure gewoon door loopt.
 Het Hof toonde zich wel zeer bezorgd over de catastrofale leefomstandigheden van de Gazanen. Het maande alle staten zich te houden aan internationale verplichtingen inzake wapenleveringen bij een gewapend conflict.

### Opinie verplichtingen Israël over toelating hulporganisaties (2024-)
Eind oktober 2024 kondigde Noorwegen aan, middels een VN-resolutie bij het ICJ een verzoek voor een opinie te willen indienen met betrekking tot de vraag of Israël het internationaal recht schendt, door het werk en de levering van noodhulp van humanitaire organisaties en staten in de bezette Palestijnse gebieden te verhinderen.
Op 19 december nam de Algemene Vergadering in een spoedprocedure Resolutie 79/232 aan, met "op basis van prioriteit en met uiterste urgentie" een nieuwe adviesaanvraag bij het ICJ, over de verplichtingen voor Israël om hulporganisaties, inclusief UNRWA, te faciliteren en toe te laten in de bezette Palestijnse gebieden voor de levering van noodhulp en basis-services, en bij ondersteuning van hun recht op zelfbestemming. De resolutie werd aangenomen met 137 tegen 12 stemmen en 22 onthoudingen.
De VN-Secretaris-generaal gaf hieraan gevolg in een brief van 20 december, waarna het verzoek bij het ICJ werd geregistreerd op 23 december 2024. Het Hof bepaalde nog dezelfde dag, dat lidstaten tot uiterlijk 28 februari 2025 verklaringen omtrent deze kwestie konden inzenden.
Algemene Vergadering · Veiligheidsraad · Economische en Sociale Raad · Secretariaat van de Verenigde Naties · Internationaal Gerechtshof · Trustschapsraad